# Echinococcus granulosus
Echinococcus granulosus é uma espécie de platelminto cestódeo da família Taeniidae. Os adultos parasitam o intestino delgado de canídeos, e as larvas utilizam como hospedeiro intermediário animais herbívoros, como ovelhas e bois, além do homem, causando o cisto hidático. O parasito tem distribuição mundial sendo encontrado endemicamente na Australia, algumas regiões na África como Quênia e Sudão na Europa mediterrânea e na América do Sul (Uruguai, Argentina, Chile, Peru e no sul do Brasil).

Prevenção
A profilaxia desse platelminto inclui o cozimento de vísceras das ovelhas antes de alimentar cães; tratar os cães parasitados; evitar a proximidade de cães a matadouros.